# مطار كبويتا
مطار كبويتا مطار ذا مدرج ترابي يخدم كبويتا في جنوب السودان بولاية شرق الاستوائية.
1. ↑  "معلومات عن مطار كبويتا على موقع geonames.org". geonames.org. مؤرشف من الأصل في 2019-05-28.